# Parti réformiste (Portugal)

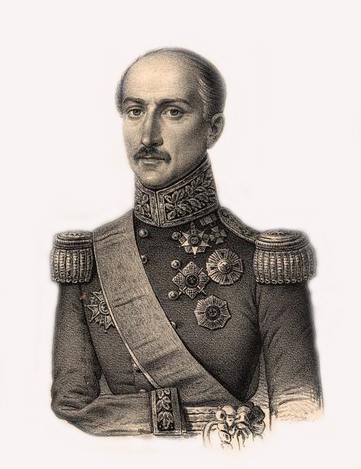
Le marquis de Sá da Bandeira.

Le Parti réformiste était un parti politique portugais sous la monarchie constitutionnelle (1820-1910). Il était issu du Vintisme, mouvement de la gauche libérale.  
Il a été créé en 1862 par le marquis de Sà da Bandeira, Bernardo de Sá Nogueira de Figueiredo, après une scission du Parti historique, dirigé par le duc de Loulé. Le parti ne survivra pas à la mort de Sá-Nogueira en 1876 et finira par s'unir à nouveau au Parti Historique pour former le nouveau Parti progressiste qui alternera au pouvoir pendant la période du Rotativisme.